# Halo Circus
Halo Circus es una banda de pop rock estadounidense de Los Ángeles, California. El grupo se formó el 3 de enero de 2013 y fue confirmado por la misma Allison Iraheta mediante su cuenta oficial de Twitter. El grupo está conformado actualmente por: Allison Iraheta (como la voz líder), Matthew Hager (en el bajo) y Veronica Bellino (en la batería).
El 23 de julio de 2013 firmaron con el sello Badlands Records, una nueva subsidiaria de Manimal Vinyl, el 8 de octubre de 2013 lanzaron su primer sencillo titulado «Gone». 

## Biografía
La banda fue anuncia mediante la cuenta oficial en Twitter de Allison Iraheta el 3 de enero de 2013 cuando ella dijo que "sentía que hacía algo diferente" y anunció que tenía una nueva banda llamada Halo Circus el cual le estaría abriendo el concierto a Teddy Campbell el 26 de enero de 2013 en The Troubador en West Hollywood, California.
Anteriormente, Iraheta era una cantante solista; ella conoció a David Immerman y Valerie Franco mientras promocionaba su álbum debut titulado Just Like You. Franco era su baterista, e Immerman era su guitarrista, mientras abrían los conciertos del Glam Nation Tour de Adam Lambert junto a Orianthi en 2010. Ella conoció a Hagger cuando Immerman le había pedido que grabara las voces en una canción en la que Hager y el habían estado trabajando. Después de la grabación, Hager le dijo a Iraheta "¿Que estás haciendo? Deberías estar componiendo". Poco después de que comenzaron a escribir algunas canciones juntos, se formó la banda Halo Circus. Iraheta explicó que el nombre de la banda era "espiritual, mística y misteriosa" y que por esa razón le gustaba. Explicó, además, que Halo significaba "el carácter sagrado de la vida" y que Circus significaba "la locura del mundo en el que vivimos".
Allison comenzó a salir con Hager el día después de su primer concierto el 27 de enero de 2013. Ella lo anunció públicamente mediante Twitter el 23 de mayo de 2013.
Hubo una actuación íntima y entrevista con Iraheta, y el artículo sobre la banda apareció en los sitios web de Yahoo Music y Rolling Stone el 21 de febrero de 2013. La banda también apareció en el sitio web de The Hollywood Reporter el 17 de abril de 2013, cuando Iraheta habló sobre su experiencia previa como cantante coloista y su futuro con la banda. Ella dijo que la demora en su música era porque ella había "terminado de cantar" y "en un lugar triste". Iraheta sentía esto porque previamente había sido retirada del sello discográfico Jive Records. También mencionó el segundo concierto de la banda, en el Whisky a Go Go en West Hollywood, California esa noche. Recientemente, realizaron su tercer concierto en el Hotel Cafe en Hollywood, California el 21 de mayo de 2013. Interpretaron un setlist de 45 minutos. El 30 de mayo de 2013, imágenes de dicho concierto, junto a una entrevista con Iraheta y Hagar fue publicada en el sitio web de NBC Latino. En la entrevista, Hager dijo "Allison pasa a ser una de las mejores vocalistas que he escuchado en todos los niveles".
Se anunció el 14 de junio de 2013 que Franco dejaría la banda. La banda realizó su cuarto concierto en el Whisky A Go Go el 22 de junio de 2013, con nueva baterista, Veronica Bellino. La banda realizó su quinto concierto, libre, en el Saint Rocke en Hermosa Beach, California el 29 de junio de 2013. Para su sexto concierto, Iraheta e Immerman volvieron a sus orígenes, cuando la banda abrió para Adam Lambert  en el California Mid State Fair en Paso Robles, California el 19 de julio de 2013.
Fue anunciado el 23 de julio que la banda había realizado un acuerdo discográfico con Manimal Vinyl. Fue anunciado que el primer sencillo sería «Gone», el cual sería lanzado el 8 de octubre de 2013. El sencillo fue la primera canción que ellos escribieron juntos; incluso, antes de ser oficialmente una banda. La canción está basada en la lucha de Iraheta antes de ser retirada de Jive Records. El álbum debut fue lanzado a principios de 2014. Iraheta dijo que "los sonidos del álbum tienen influencias de Roy Orbison y Rihanna". Fue previamente declarado que el álbum estaría disponible a través de CD, Vinilo, y Descarga digital.

## Canciones conocidas
- Stand Up
- Guns In Our Hands
- Something Special
- Hello Love
- Out of Love
- Gone
- You Can't Take You Away From Me
- Nothing At All
- Lo Que Vale La Pena (Versión en español de Desire)

## Miembros de la banda
Miembros actuales
- Allison Iraheta: voz líder (2012-presente)
- David Immerman: guitarra líder (2012-presente)
- Matthew Hager:  Bajo, teclado (2012-presente)
- Veronica Bellino:  Batería (2013-presente)

Miembros anteriores
- Valerie Franco:  Batería (2013-2013)

## Discografía
- 2016: Bunny
- 2017: Robots and Wranglers